# Sacrifice (film, 2011)
Sacrifice est un film américain écrit et réalisé par Damian Lee, sorti au cinéma en 2011 puis directement en DVD ou diffusé à la télévision dans la plus grande majorité des autres pays.

## Fiche technique
- Titre original et français : Sacrifice
- Réalisation et scénario : Damian Lee
- Photographie : David Pelletier
- Pays d'origine :  États-Unis
- Langue originale : anglais
- Durée : 92 minutes
- Date de diffusion : 
  -  États-Unis : 26 avril 2011

## Distribution
Note : Le doublage québécois a été conservé lors de la sortie du film en DVD zone 2.
- Cuba Gooding Jr. (VF : Pierre Auger) : John Hebron
- Christian Slater (VF : Gilbert Lachance) : le père Porter
- Kim Coates (VF : Daniel Picard) : Arment
- Lara Daans (VF : Élise Bertrand) : Jade
- Devon Bostick (VF : Frédéric Millaire-Zouvi) : Mike
- Hannah Chantée : Noelle Hebron
- Arcadia Kendal : Angel
- Zion Lee : Rook
- Jake Simons : Tiaz
- Layton Morrison : Gary Diamond
- Athena Karkanis : Rachel